# Postcovid
Postcovid eller lång-covid (långvariga symtom vid/efter covid-19) är tillstånd som kvarstår efter det akuta skedet av sjukdomen covid-19. Socialstyrelsen rekommenderade i april 2021 likt internationella organ att benämningar som långtidscovid, långcovid eller postakut covid skulle undvikas då de kan indikera att en infektion fortsatt pågår utan att detta är säkerställt. De vanligaste symptomen som rapporterats är trötthet, andningssvårigheter, och kognitiv påverkan. Andra har rapporterat bestående feber, hög vilopuls eller hjärtklappning, förändrat lukt- och smaksinne samt mag- och tarmproblem.  
Socialstyrelsen uppskattade antalet drabbade till 11 000 i Sverige fram till juni 2021, varav 65 procent var kvinnor.
I oktober 2021 fastställde WHO en falldefinition. Forskning pågår och svenska SBU arbetar löpande med en levande evidenskarta över tillförlitliga studier kring ämnet.

## Regeringsuppdraget mars 2025
Sjukvårdsminister Acko Ankarberg Johansson gav i mars 2025 Myndigheten för vård- och omsorgsanalys i uppdrag att kartlägga kunskapsstyrningen i andra länder gällande ”sjukdomar eller tillstånd med svagt kunskapsläge” som postcovid och liknande tillstånd som ME/CFS, PANS/PANDAS och POTS. Man nämner även långvariga besvär efter sepsis och influensa.

## Symptombeskrivningar

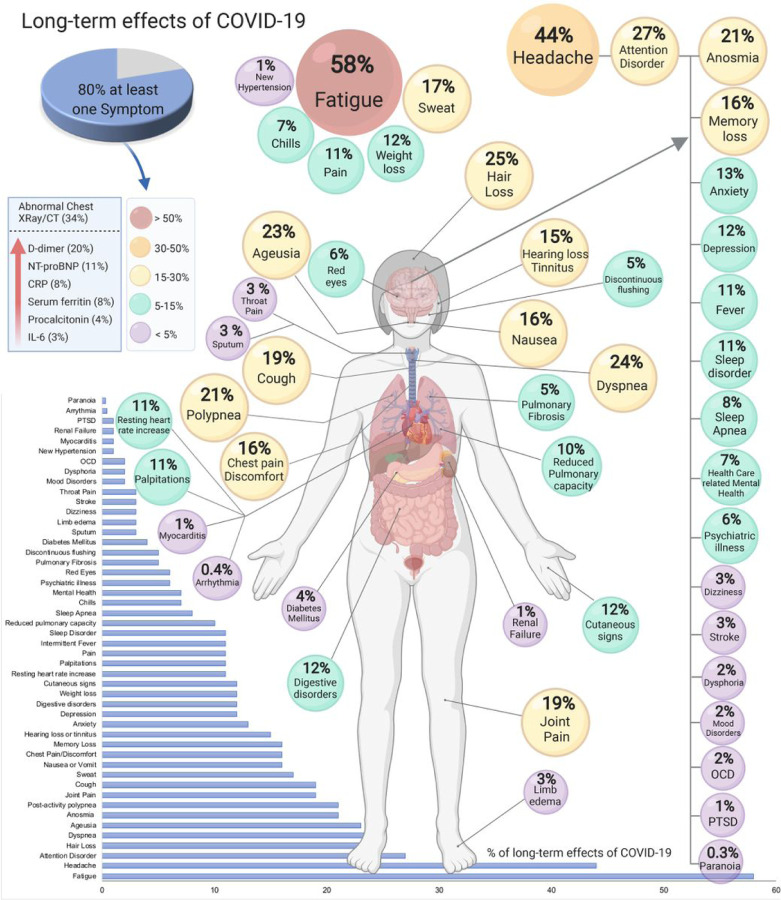
Rapporterade symptom av långtidscovid

I medicinska termer kan tillståndet beskrivas som sekvele som överskrider konvalescensperioden av covid-19. Förespråkare av diagnosen påstår att postcovid kan påverka nästan alla organ i kroppen, med kvarstående eller tillkomst av nya symptom i respirationssystemet, nervsystemet och kognitiva sjukdomar, psykisk störning, ämnesomsättningssjukdomar, hjärt- och kärlsjukdomar, matsmältningsorganens sjukdomar, en obehaglig känsla, trötthet, muskuloskeletal smärta och anemi. Flera olika symptom är kopplade till postcovid, såsom trötthet, huvudvärk, andnöd, förlust av luktsinne, förändrat luktsinne, muskelsvaghet, låg feber och kognitiv dysfunktion.
Symptom som har rapporterats av människor med postcovid har beskrivits innefatta: extrem trötthet; långvarig hosta; muskelsvaghet; låg feber; koncentrationssvårigheter; minnesförlust; humörsvängningar, ibland även tillsammans med depression och andra psykiska hälsoproblem; sömnsvårigheter; huvudvärk; ledvärk; parestesier i armar och ben; diarré och kräkningar; förlust av smak- och luktsinne; halsont och svårigheter att svälja; nytillkommen diabetes och högt blodtryck; gastroesofageal refluxsjukdom; hudutslag; andnöd; bröstsmärta; palpitation; njurproblem; förändringar i oralhälsa (tänder, saliv och tandkött); anosmi; parosmi; tinnitus; blodpropp (djup ventrombos & lungemboli).

## Diagnoskriterier
Det finns sedan 6 oktober 2021 en falldefinition utfärdad av WHO som innefattar symptom tre månader efter insjuknande i covid-19.
Motsvarande diagnoskod i standarden ICD-10 SE är postinfektiöst tillstånd efter covid-19/postcovid (U09.9). En relaterad diagnos är multisystemiskt inflammatoriskt tillstånd associerat med covid-19 (U10.9), som är mer ovanlig och allvarlig, och främst förekommer bland barn.
Forskning pågår kring vilka symptom som finns, deras orsak, och möjliga åtgärder. Svenska SBU arbetar löpande med en levande evidenskarta över tillförlitliga studier kring ämnet.